# Tor Aulin
Tor Bernhard Wilhelm Aulin (født 10. september 1866 i Stockholm, død 1. marts 1914 sammesteds) var en svensk violinist og dirigent. Han var bror til Valborg Aulin.
Aulin gik på konservatoriet i Stockholm 1877-1883 og herefter på konservatoriet i Berlin hos Sauret og Scharwenka 1884-1886. Han var ansat som koncertmester ved Operaen i Stockholm 1889-1892.
I 1907 blev han kapelmester ved Dramatiska teatern. I 1887 havde han grundlagt den Aulinske kvartet. I 1902 stiftedes Stockholms Koncertforening med Aulin som dirigent, og 1909 blev han dirigent for Orkesterföreningen i Göteborg og for Sydsvenska filharmoniska föreningens orkester. Fra Aulins hånd foreligger tre violinkoncerter, forskellige kompositioner for klaver og violin samt nogle sange.